# Eberhard Wolfgang Wittstock
Eberhard Wolfgang Wittstock (n. 14 martie 1948, Brașov, Republica Populară Română) este un politician sas transilvănean, președinte al Forumului Democrat al Germanilor din România (FDGR/DFDR) între 1998-2002, în prezent președintele filialei Brașov (germană Kronstadt) a FDGR/DFDR. Wittstock a fost deputat în legislaturile 1992-1996, 1996-2000 și 2000-2004, ales în județul Sibiu din partea FDGR/DFDR. În 1998, Eberhard Wolfgang Wittstock a fost desemnat în calitate de membru al Comisiei pentru drepturile omului, culte și problemele minorităților naționale.
Wolfgang Wittstock este de profesie filolog, absolvent al Facultății de Litere a Universității Babeș-Bolyai (UBB) din Cluj-Napoca în anul 1971.
În perioada 1983-1986, Eberhard Wolfgang Wittstock a fost secretar literar al secției germane de la Teatrul Național „Radu Stanca” din Sibiu.
Conform biografiei sale oficiale, Wittstock a fost membru PCR în perioada 1976-1989, fără funcții de conducere.